# Golam Skakawec
Golam Skakawec (bułg. Голям Скакавец) – szczyt pasma górskiego Riła, w Bułgarii, o wysokości 2706 m n.p.m.